# 鏡頭恐懼
鏡頭恐懼（英語：Ipovlopsychophobia）是指当鏡頭在眼前晃動時會感到恐懼及不舒服，認為鏡頭正在捕捉自己靈魂的一部分，出於本能地會想閃躲以免被捕捉。

## 语源

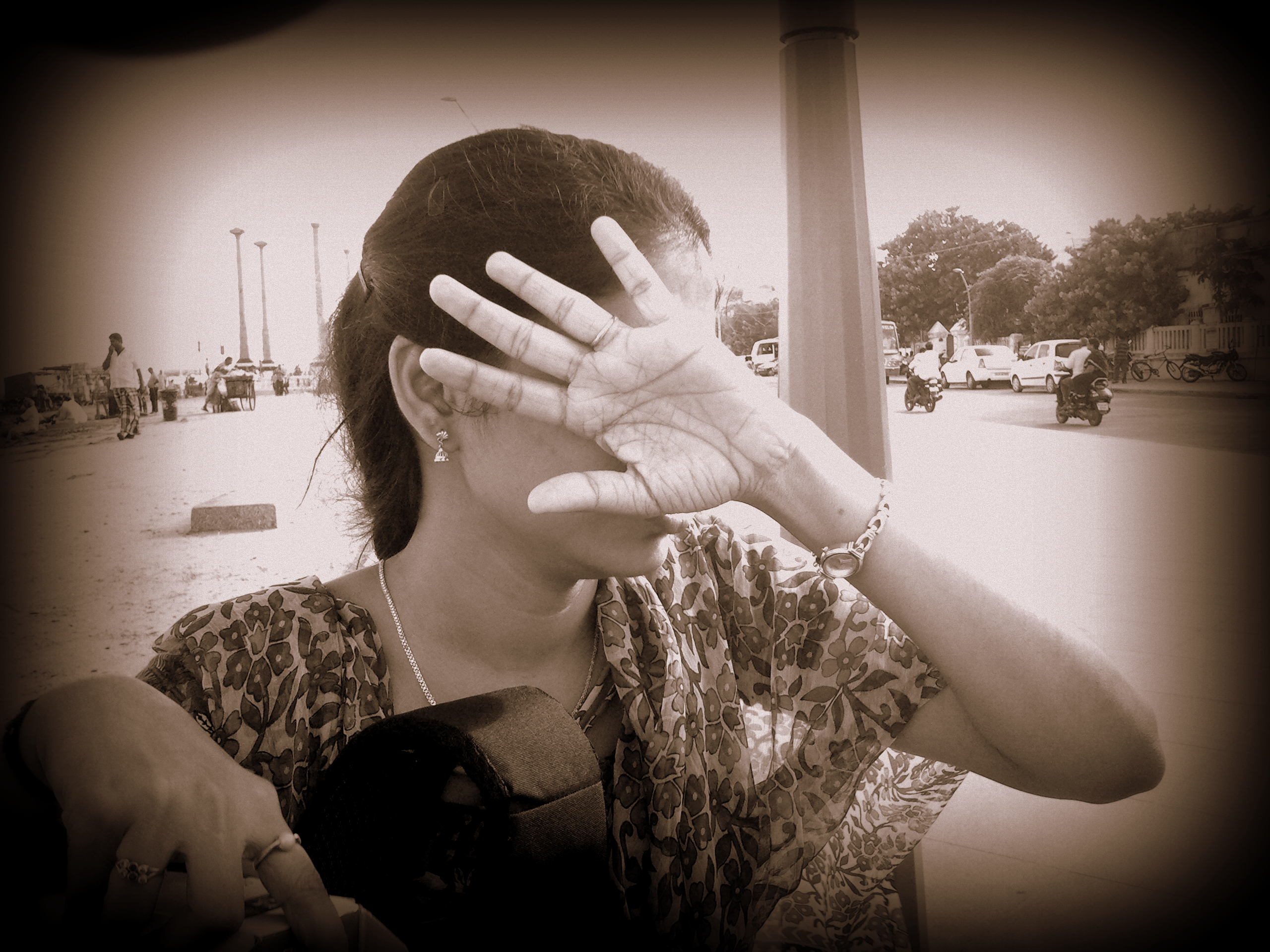
闪避镜头的女性

“Ipovlopsychophobia”一词源自希腊语，是ὑποβλώψ（ypovló̱ps，窥视者）、ψυχή（psychí̱，灵魂）和φόβος（phobos，恐惧）的合成词，用来表示一个人抗拒被摄入影像，害怕自己的样子出现在不受自己控制的地方。有少部分的宗教教义认为，人的灵魂或精气会被摄影者摄入影像或影像器材中。